# Mario Bocaly
Mario Bocaly (Le Lamentin, 28 luglio 1978) è un allenatore di calcio francese, c.t. della nazionale martinicana.

## Carriera
Il 7 dicembre 2017 diventa il nuovo allenatore della selezione martinicana, succedendo nell'incarico a Jean-Marc Civault.